# FBI 국가안보부

FBI 국가안보부 (영어: National Security Branch (NSB))는 연방수사국 내의 단체이다. 2005년에 대통령 지침으로 설립된 FBI 국가안보부는 미국을 대량살상무기, 테러행위, 해외정보작전 및 간첩활동으로부터 보호하는 역할을 한다. FBI 국가안보부는 국가 안보 위협을 조사하고, 다른 법 집행 기관에 정보와 분석을 제공하며, 국가를 안전하게 유지하기 위한 능력을 개발함으로써 임무를 완수한다.

## 조직
FBI는 2005년 9월 12일 대통령 지시와 대량살상무기 위원회의 권고에 따라 FBI 고위 관리의 지휘 하에 FBI의 대테러, 방첩, 정보 요소의 임무, 역량, 자원을 결합한 "국가안보부(NSB)"를 설립하였다.
FBI 국가안보부는 FBI의 다양한 국가 안보 및 정보 기관을 통합하여 구성되었다.
- FBI 방첩 부서
- FBI 대테러 부서
- FBI 대량살상무기국
- 테러리스트 검색 센터
- 고가치 억류자 심문 그룹